# SOKO Leipzig/Staffel 19
Die neunzehnte Staffel der deutschen Krimiserie SOKO Leipzig umfasst 22 Episoden und feierte ihre Premiere am 14. September 2018 im ZDF. Das Finale wurde am 22. Februar 2019 gesendet. Alle Episoden wurden eine Woche vor TV-Ausstrahlung in der ZDFmediathek veröffentlicht.
Die Episoden der Staffel wurden auf dem freitäglichen 21:15-Uhr-Sendeplatz sowie teilweise um 21:35 Uhr und 21:45 Uhr erstausgestrahlt.
Erneut wurden, wie auch schon in vorangegangenen Staffeln, mit Das Vogelmädchen, Absturz und Mein Kind drei Episoden in Spielfilmlänge (90 Minuten, anstatt der üblichen 45 Minuten Länge einer Episode) produziert.

## Darsteller
| Rollenname                                            | Schauspieler             | Episoden |
| ----------------------------------------------------- | ------------------------ | -------- |
| Kriminalhauptkommissarin Ina Zimmermann               | Melanie Marschke         | 20       |
| Kriminaloberkommissar Jan Maybach                     | Marco Girnth             | 21       |
| Kriminalkommissar Tom Kowalski                        | Steffen Schroeder        | 20       |
| Kriminalkommissarin Olivia Fareedi                    | Nilam Farooq             | 8        |
| Kriminalkommissarin Kim Nowak                         | Amy Mußul                | 4        |
| Kriminalhauptkommissar a. D. Hans-Joachim Trautzschke | Andreas Schmidt-Schaller | 5        |
| Laborant Lorenz Rettig                                | Daniel Steiner           | 18       |
| Rechtsmedizinerin Prof. Dr. Sabine Rossi              | Anna Stieblich           | 10       |
| Rechtsmedizinerin Dr. Mara Stein                      | Judith Sehrbrock         | 11       |
| Kriminalhauptkommissarin Dagmar Schnee                | Petra Kleinert           | 5        |
| Oberstaatsanwalt Matthias Krauss                      | Sebastian Fräsdorf       | 3        |
| Staatsanwalt Dr. Alexander Binz                       | Michael Rotschopf        | 1        |
| Monja Nowak                                           | Carina Wiese             | 2        |
| Leni Maybach                                          | Caroline Scholze         | 2        |
| Benni Maybach                                         | Maximilian Klas          | 1        |
| Jackie Löber                                          | Sinje Irslinger          | 1        |
| Paul Zimmermann                                       | Peter Laser              | 3        |
| Dr. Kaminsky                                          | Jana Bauke               | 1        |

## Episoden
| Nr. (ges.) | Nr. (St.) | Originaltitel               | Erstausstrahlung D | Regie              | Drehbuch                                    | Zuschauer | Prod. code |
| --- | --------- | --------------------------- | ------------------ | ------------------ | ------------------------------------------- | --------- | ---------- |
| 344 | 1         | Blackout                    | 14. Sep. 2018      | Robert del Maestro | Julia Meimberg, Manuel Meimberg             | 4,44 Mio. | 369        |
| Die Ermittler finden im Park einen jungen Mann, der erstochen wurde. Als Kommissar Tom Kowalski auf dem Handy des Opfers Fotos von seiner Tochter Jackie findet, die kurz vor der Tat entstanden sind, unterschlägt er das Handy und ermittelt auf eigene Faust. Das Opfer war in der Tatnacht mit einigen Freunden und Jackie im Club feiern, woran sich Jackie jedoch nicht mehr erinnern kann. Gastdarsteller: Leonie Rainer als Nadine Oertel, Moritz Leu als Ole Seidel, Michel Diercks als Rafael Kuhn, Moritz Heidelbach als Michael Seidel, Armin Zarbock als Kioskbesitzer, Simon Mantei als Barkeeper |           |                             |                    |                    |                                             |           |            |
| 345 | 2         | Falsche Hoffnung            | 21. Sep. 2018      | Robert del Maestro | Barry Thomson, Annabel Wahba                | 4,75 Mio. | 370        |
| Bei der Buchvorstellung des Lebenscoachs Martin Becker wird sein Mitarbeiter Sven Wichert durch ein vergiftetes Getränk umgebracht. Die Ermittler vermuten, dass der Mord Becker galt, der eigentlich aus dem Glas trinken sollte. Unter Verdacht stehen Johanna Reisch, die eine erfolglose Coaching-Ausbildung bei Becker absolvierte, und der verschollene Sohn Beckers, der auf einmal bei ihm auftaucht. Als herauskommt, dass Sven Wichert von Becker als Ghostwriter für seinen Bestseller beauftragt wurde, rückt Becker selbst in den Fokus der Ermittlungen. Gastdarsteller: Siegfried Terpoorten als Martin Becker, Kristina Pauls als Maria Hahn, Lukas Hupfeld als Karsten Gramer, Hanna Jürgens als Johanna Reisch, Jörg Rühl als Polizist, Till Schmidt als Hausmeister, Toni Haase als Sven Wichert |           |                             |                    |                    |                                             |           |            |
| 346 | 3         | Gefährliches Vorbild        | 28. Sep. 2018      | Robert del Maestro | Markus Hoffmann, Uwe Kossmann               | 4,81 Mio. | 371        |
| Die Leiche des jungen Sammy Kessner wird vor einem alten Bowling-Center gefunden. Er wurde angeschossen und ist anschließend qualvoll verblutet. Allerdings galt das Opfer einst als Musterschüler, rutschte jedoch zunehmend in die Kriminalität ab. Im Darknet war Sammy Kessner an Waffengeschäften beteiligt. Somit stellen sich die Ermittler die Frage, ob er Opfer eines gescheiterten Waffendeals wurde oder sein Lehrmeister, Bruno Zeller, zu dem er kein gutes Verhältnis hatte, sich an ihm gerächt hat, da er von Sammy Kessner mit einer Waffe bedrohte wurde. Gastdarsteller: Janina Fautz als Nina Zeller, Aaron Hilmer als Sammy Kessner, Katharina Spiering als Evelyn Kessner, Rouven Israel als Robin Henke, Johannes Richard Voelkel als Bruno Zeller, Langston Uibel als Bockel, Jan Hasenfuß als Polizist |           |                             |                    |                    |                                             |           |            |
| 347 | 4         | Nie genug                   | 5. Okt. 2018       | Patrick Winczewski | Jeanet Pfitzer, Frank Koopmann, Roland Heep | 5,11 Mio. | 374        |
| Lorenz Rettig ist ganz erstaunt, als Anne Fiori unerwartet vor seiner Haustür steht. Sie bittet ihn um Mithilfe im Gemeinschaftsgarten, wo sie eine schreckliche Entdeckung machen. Im Hochbeet finden sie die halbverweste Leiche des Bombenentschärfers Dennis Basler, eines Kollegen von Anne Fiori. Anfangs verdächtigen die Ermittler Anne Fiori, jedoch ergibt sich eine neue Sachlage als ans Licht kommt, dass der Garten an den Bauunternehmer Otto Zuse verkauft wurde. Gastdarsteller: Lena Dörrie als Anne Fiori, Jürgen Heinrich als Kurt Odenthal, Karolina Lodyga als Maria Basler, Thomas Dehler als Otto Zuse, Dirk Dyballa als Dennis Basler |           |                             |                    |                    |                                             |           |            |
| 348 | 5         | Zerbrochen                  | 12. Okt. 2018      | Patrick Winczewski | Marco Girnth                                | 4,75 Mio. | 375        |
| Als nachts der Anwalt Mark Wolters über eine Landstraße fährt, auf der auch Ina Zimmermanns Sohn Paul unterwegs ist, kommt es zu einem Unfall. Wolters war durch einen Flirt mit seiner Kollegin Katrin Berg abgelenkt und begeht Fahrerflucht. Die Ermittler werden am nächsten Morgen zu einer Leiche gerufen, die im Kofferraum von Wolters‘ Wagen gefunden wurde. Bei dem Toten handelt es sich um Gregor Lippold, ein Arbeitskollege von Wolters, der sich bei der Karriereplanung in der Kanzlei übergangen fühlte. Doch der Fall wird noch brisanter, als Erik Hemmerling, der Praktikant der Kanzlei, entführt wird. Gastdarsteller: Julia Dietze als Katrin Berg, Barnaby Metschurat als Mark Wolters, Philipp Baltus als Boris Schubert, Thomas Dannemann als Gerd Hemmerling, Hartmut Volle als Dr. Klaus Bernemann, Hubertus Hartmann als Gregor Lippold, Sarah Hannemann als Jasmin, Josef Mattes als Erik Hemmerling                                                 |           |                             |                    |                    |                                             |           |            |
| 349 | 6         | Nein heißt nein             | 19. Okt. 2018      | Jörg Mielich       | Jan Braren                                  | 4,64 Mio. | 378        |
| Olivia Fareedi erfährt bei verdeckten Ermittlungen gegen einen Drogendealer von einer möglichen Vergewaltigung. Allerdings kann sie zunächst nichts tun. Nach Abschluss der Ermittlungen wollen sie und Dagmar Schnee das Opfer überzeugen, die Vergewaltigung anzuzeigen, damit der Fall untersucht werden kann. Mutmaßlicher Täter ist der ehemalige Soapstar Bill Wunderlich, der einvernehmlichen Sex einräumt, allerdings seine Person in Verruf sieht. Gastdarsteller: Johanna Ingelfinger als Janine Wagner, Nils Brunkhorst als Bill Wunderlich, Krunoslav Šebrek als René Scholl, Bülent Sharif als Einsatzleiter Sahin, Amrei Haardt als Nicole Schmidt, Wolfgang Zarnack als Anwalt |           |                             |                    |                    |                                             |           |            |
| 350 | 7         | Stich ins Herz              | 26. Okt. 2018      | Jörg Mielich       | Manuel Meimberg, Julia Meimberg             | 4,48 Mio. | 376        |
| Die Ermittler finden unter einer Autobahnbrücke eine Leiche mit einer tiefen Stichwunde an der Stelle des Herzens, die gezielt erdolcht wurde. Als kurze Zeit später eine weitere tote Frau auftaucht, die auch mit einem gezielten Stich ins Herz umgebracht wurde, gehen die Ermittler von einem Serienkiller aus. Deshalb erhalten sie Unterstützung von dem Profiler Frank Seefeld. Für Jan Maybach ist es nicht einfach, da er während der Abwesenheit von Ina Zimmermann das Team leiten muss und außerdem mit Frank Seefeld in einen persönlichen Konflikt gerät. Gastdarsteller: Tobias Oertel als Frank Seefeld, Jana Klinge als Anja Wolf, Tom Jahn als Holger Mazurek, Cosima Lehninger als Stefanie „Tiffi“ Kolb |           |                             |                    |                    |                                             |           |            |
| 351 | 8         | Der Schattenmann            | 2. Nov. 2018       | Jörg Mielich       | Manuel Meimberg, Julia Meimberg             | 4,31 Mio. | 377        |
| Die Leiche von Markus Teuber wird vor einem Schwulenclub aufgefunden. Jens Rose, Teubers Lebensgefährte, verdächtigt ihren homophoben Nachbarn Bernd Uhlig. Die Ermittler finden heraus, dass Teuber ein Doppelleben führte. Er lebte seit 20 Jahren unter dem Namen Klaus Mertens in glücklicher Ehe. In den Fokus der Ermittlungen rückt auch Teubers Ehefrau, Vanessa Mertens. Es wird spekuliert, ob vielleicht Teubers Geheimnis aufgedeckt wurde oder seine Frau die sexuelle Orientierung ihres Mannes nicht ertragen hat. Gastdarsteller: Martin Bretschneider als Jens Rose, Dietrich Hollinderbäumer als Manfred Mertens, Sonsee Neu als Vanessa Mertens, Christian Kahrmann als Bernd Uhlig, Roman Schomburg als Robin Mertens, Markus von Lingen als Markus Teuber, Philipp Oehme als Barkeeper, Tim Forssman als Typ, Susanne Bredehöft als Barfrau |           |                             |                    |                    |                                             |           |            |
| 352 | 9         | Der Fall Wendt              | 9. Nov. 2018       | Sven Fehrensen     | Manuel Meimberg, Julia Meimberg             | 4,68 Mio. | 386        |
| Nicole Wendt wird nach der Geburtstagsfeier ihres Vaters Wilfried Wendt, eines berühmten Verlegers, tot aufgefunden. Kurz vorher wurde sie zur neuen Geschäftsführerin des Verlags ernannt. Für Wilfried Wendt ist sein Sohn Kai der Schuldige, da er nicht nur das schwarze Schaf der Familie ist, sondern auch mit seiner Schwester Streit hatte. Allerdings ergeben sich im Laufe der Ermittlungen neue Spuren, wodurch ein gut gehütetes Familiengeheimnis aufgedeckt wird. Gastdarsteller: Markus Boysen als Wilfried Wendt, Hedi Kriegeskotte als Marianne Wendt, David Rott als Florian Wendt, Josef Heynert als Kai Wendt, Monika Wegener als Nicole Wendt, Bianca Nawrath als Nicole Wendt (jung), Fynn Malou Meinert als Florian Wendt (jung) |           |                             |                    |                    |                                             |           |            |
| 353 | 10        | Hinter verschlossenen Türen | 16. Nov. 2018      | Sven Fehrensen     | Felicitas Korn                              | 4,80 Mio. | 384        |
| Als Polizist Sven Schlüter nachts von einer Betriebsfeier nach Hause kommt, findet er seine ermordete Frau Anja auf. Bei der Toten werden Abwehrverletzungen entdeckt, die auf einen harten Kampf verweisen. Die Ermittler finden heraus, dass das Opfer eine Affäre hatte, wodurch ihr Mann Sven und der heimliche Geliebte Dr. Martin Schmidt in den Fokus der Ermittlungen geraten. Doch dann offenbart sich ein Familiendrama, da der gemeinsame Sohn Yannick todkrank war, was zu einem angespannten Verhältnis innerhalb der Familie führte. Gastdarsteller: Thomas Arnold als Sven Schlüter, Leonard Carow als Yannick Schlüter, Mercedes Müller als Nadine Renner, Thomas Lawinky als Jochen Weinold, Anja Schneider als Anja Schlüter, David C. Bunners als Dr. Martin Schmidt, Timo Hack als Yannick (jung) |           |                             |                    |                    |                                             |           |            |
| 354 | 11        | Goldkind                    | 23. Nov. 2018      | Sven Fehrensen     | Axel Hildebrand                             | 4,68 Mio. | 385        |
| Influencerin Nike Gold reist für ein Shooting mit ihrer Tochter Maggie, Managerin Doro und Personenschützerin Tatjana nach Leipzig. Am Flughafen werden sie von einem Unbekannten angegriffen, dessen Messerattacke Maggie nur knapp verfehlte. Tatjana verfolgt den Angreifer und tötet ihn in einem Kampf. Die Ermittler finden bei dem Toten eine Haarsträhne von Maggie in einem Behältnis. Als Maggie kurze Zeit später entführt wird, verschärft sich die Lage. Gastdarsteller: Jasmin Lord als Nike Gold, Natalia Rudziewicz als Doro Gerber, Sylta Fee Wegmann als Tatjana Lunkewitz, Adrian Topol als Arthur Koschwitz, Oliver Reinhard als Klaas Schuhmann, Luke Neite als Hipster, Lilly Wagner als Maggie Gold |           |                             |                    |                    |                                             |           |            |
| 355 | 12        | Die Intrige                 | 30. Nov. 2018      | Sven Fehrensen     | Markus Hoffmann, Uwe Kossmann               | 4,30 Mio. | 383        |
| Mit dem Mordwerkzeug in seinen Händen kniet Journalist Aleksander Gretzky neben seiner toten Lebensgefährtin. Auf frischer Tat ertappt wird er von Kommissar Jan Maybach festgenommen und gesteht den Mord. Allerdings scheint der Fall doch nicht so schnell geklärt, als die Ermittler herausfinden, dass Gretzky eine Schlüsselfigur in einem Politikskandal ist. Leni Maybach hat mit Gretzky in der Zeitungsredaktion zusammengearbeitet und könnte den wahren Grund für den Mord kennen und somit eine Wahrheit ans Licht bringen. Gastdarsteller: Peter Benedict als Pit Birnbaum, Daniel Lommatzsch als Aleksander Gretzky, Rainer Laupichler als Dr. Peter Landau, Zoe Moore als Jasmin Glaser, Simona Theoharova als Maria |           |                             |                    |                    |                                             |           |            |
| 356 | 13        | Das Chinesische Licht       | 7. Dez. 2018       | Maris Pfeiffer     | Markus Hoffmann, Uwe Kossmann               | 4,27 Mio. | 398        |
| Nachdem der ehemalige SOKO-Chef Hajo Trautzschke mit Prof. Rossi in einem chinesischen Restaurant Mittagessen war, wird er von zwei Aussteigern aus der Naziszene ohnmächtig geschlagen und entführt. Prof. Rossi ahnt Schlimmes und informiert das SOKO-Team, das sofort eine Fahndung einleitet. Doch nicht nur die Ermittler sind auf der Suche nach den Entführern, auch die chinesische Mafia will sie aufspüren. Das Team sucht auf Hochtouren nach ihrem ehemaligen Chef, der währenddessen versucht, das Vertrauen der Entführer zu gewinnen. Gastdarsteller: Anton Spieker als Sven Quitzendorfer, Odine Johne als Rieke, Simon Rußig als Thor, Maximilian Jaenisch als Katze, Poki Wang als Li Quang, Long Dang-Ngoc als Chen Tian, Aaron Le als Anwalt |           |                             |                    |                    |                                             |           |            |
| 357 | 14        | Die falsche Muse            | 14. Dez. 2018      | Patrick Winczewski | Barry Thomson                               | 4,37 Mio. | 379        |
| Roberta Neuhaus wird zwischen ihren eigenen Kunstwerken stranguliert aufgefunden. Da ein wertvolles Gemälde fehlt, vermuten die Ermittler einen Raubmord und verdächtigen den vorbestraften Kunsthändler Nicolai Blago. Doch als herauskommt, dass das Opfer mit gefälschter Kunst handelte, rücken neue Verdächtige in den Fokus der Ermittlungen, wie beispielsweise der Kunstgutachter Kappenstein, der dabei war, unterzutauchen. Währenddessen kommen sich die zwei Ermittler Tom Kowalski und Olivia Fareedi etwas näher. Gastdarsteller: Niklas Kohrt als Elliot Neuhaus, Franziska Wulf als Bernadette Tech, László I. Kish als Nicolai Blago, Sebastian Weber als Felix Kappenstein, Hildegard Lena Kuhlenberg als Roberta Neuhaus |           |                             |                    |                    |                                             |           |            |
| 358 | 15        | Das Vogelmädchen (90 min.)  | 28. Dez. 2018      | Patrick Winczewski | Ulf Tschauder                               | 4,21 Mio. | 372/373    |
| Während des Gerichtsverfahrens gegen Bauunternehmer Hans Woitek stürzt sein Partner Karsten Tiedemann vom Dach eines Rohbaus in den Tod. Staatsanwalt Binz hat keine Zweifel, dass es sich dabei um Mord handelt und Tiedemann zum Schweigen gebracht werden sollte, um die mafiösen Strukturen der Firma nicht hochgehen zu lassen. Jedoch bekommt der Fall eine neue Wendung, als die Ermittler eine Spur nach Tschechien zu einer jungen Frau finden. Kurz vor der Lösung des Falls werden Dr. Binz und seine Familie bedroht, weshalb er Kommissarin Ina Zimmermann bittet, die Ermittlungen einzustellen. Gastdarsteller: Gabriela Lindl als Karolina Adámková, Danny Exnar als Milan Brykner, Maike Bollow als Senta Tiedemann, Timon Ballenberger als Finn Woitek, Peter Peniaska als Jakub Linhart, Frank Röth als Hans Woitek, Justus Johanssen als Julian Tiedemann, Marcel Mohab als Sergio, Sabine Falkenberg als Richterin                                            |           |                             |                    |                    |                                             |           |            |
| 359 | 16        | Absturz (90 min.)           | 4. Jan. 2019       | Jörg Mielich       | Jan Braren, Manuel Meimberg                 | 5,57 Mio. | 389/390    |
| Der querschnittsgelähmte Peter Hoffmeister findet die Leiche seiner Frau Julia Hoffmeister. Daraufhin unternimmt er einen Selbstmordversuch, den Kommissar Jan Maybach im letzten Moment verhindern kann. Zunächst haben die Ermittler keine brauchbare Spur, bis Lorenz Rettig einen ersten Hinweis liefert. Das Opfer war bei einem Seitensprungportal für Verheiratete registriert. Doch auch Hoffmeisters Betreuer, Raoul Merad, hat ein Motiv, da er anscheinend in das Opfer verliebt war und sich zurückgestoßen fühle. Gastdarsteller: Paul Herwig als Peter Hoffmeister, Langston Uibel als Raoul Merad, Judith Mauthe als Lorena Bergmann, Jonas Hien als Stefan Lammert, Sabine Werner als Frau Wagner, Robert Schupp als Florian Sänger, Anna von Haebler als Julia Hoffmeister, Jonas Fürstenau als Konrad Wagner, Bastian Semm als Trainer, Nils Malten als Pfleger                                                                                                  |           |                             |                    |                    |                                             |           |            |
| 360 | 17        | Mein Kind (90 min.)         | 11. Jan. 2019      | Patrick Winczewski | Jeanet Pfitzer, Frank Koopmann, Roland Heep | 5,12 Mio. | 380/381    |
| Kurz nachdem ein Kleinkrimineller erschossen aufgefunden wird, gesteht Geschäftsführer Sasha Bettenrot den Mord. Als die Ermittler jedoch erfahren, dass der Sohn der Familie Bettenrot entführt wurde und die Lösegeldübergabe scheiterte, bekommt der Fall eine neue Wendung. Die Ermittler stehen unter Zeitdruck, da das Entführungsopfer Louis womöglich in Lebensgefahr schwebt, falls es einen weiteren Komplizen gibt. Für Kommissarin Olivia Fareedi wird der Fall zu einer persönlichen Angelegenheit, als herauskommt, dass Louis adoptiert wurde. Als es ihr gelingt, Louis‘ Aufenthaltsort ausfindig zu machen, muss Olivia Fareedi handeln und trifft eine Entscheidung mit gravierenden Folgen. Gastdarsteller: Katja Danowski als Christina Bettenrot, Matthias Ziesing als Sasha Bettenrot, Imogen Kogge als Regina Ludowitz, Kai-Peter Malina als Tobias Bosch, Anna Herrmann als Lydia Bosch, Theo Kircher als Louis                                            |           |                             |                    |                    |                                             |           |            |
| 361 | 18        | Nackt                       | 25. Jan. 2019      | Patrick Winczewski | Eva Zahn, Volker A. Zahn                    | 4,51 Mio. | 382        |
| Als Laura Schüler nachts durch die Straßen von Leipzig joggt, wird sie betäubt und entführt. Die Ermittler finden kurze Zeit später die Leiche der Frau und gehen von einem Sexualverbrechen aus. Zunächst rückt der Ex-Freund und Geschäftspartner des Opfers in den Kreis der Verdächtigen. Jedoch findet Dagmar Schnee eine weitere Spur auf einer Internetseite, auf der Videos von Frauen zu finden sind, die unter Drogen gesetzt und beim Sex gefilmt wurden. Gastdarsteller: Ines Kurenbach als Meike Eichhorn, Steffen Lehmann als Lars Eichhorn, Konstantin Frolov als Marcel Fritsch, Anke Retzlaff als Jasmin Nowak, Caspar Langer als Luca Fritsch |           |                             |                    |                    |                                             |           |            |
| 362 | 19        | Bewährungsprobe             | 1. Feb. 2019       | Jörg Mielich       | Jeanet Pfitzer, Frank Koopmann, Roland Heep | 4,87 Mio. | 388        |
| Auf der Suche nach einer Verstärkung für ihr Team führt Ina Zimmermann ein Gespräch mit der jungen Kommissarin Kim Nowak, die eine mögliche Kandidatin für die vakante Stelle ist. Allerdings läuft das Gespräch nicht gerade optimal und eine Absage scheint gewiss. Nach dem Gespräch will Kim Nowak die Krankmeldung ihrer Mutter im Friseursalon abgeben, als zwei Maskierte plötzlich das Geschäft stürmen und Geiseln nehmen. Kim Nowak gibt sich als Friseurin aus und nimmt über ihr Handy heimlich Kontakt zu Ina Zimmermann auf. Die beiden Maskierten fordern für die Freilassung der Geiseln 230 000 Euro von Tobias Kortschak, dem Ehemann einer Geisel. Dieser vermutet dahinter einen billigen Trick seiner Frau, um an sein Geld zu gelangen. Gastdarsteller: Alina Levshin als Sascha Zertik, Anton Rubtsov als Eugen Zertik, Tobias Licht als Tobias Kortschak, Mirka Pigulla als Nadine Kortschak, Sanne Schnapp als Anja Masur, Simon Werner als SEK-Leiter    |           |                             |                    |                    |                                             |           |            |
| 363 | 20        | Ranya                       | 8. Feb. 2019       | Oren Schmuckler    | Markus Hoffmann, Uwe Kossmann               | 5,03 Mio. | 391        |
| Die Ermittler finden die Leiche des Marokkaners Kamal Achchakir, der brutal ermordet wurde. Der Mord deutet auf ein ausländerfeindliches Motiv hin. Eine erste Spur führt die Kommissare Kim Nowak und Jan Maybach zu den Menschenhändler und Zuhälter Aslan König. Dabei werden sie unterstützt von Dagmar Schnee. Als die junge Marokkanerin Ranya, die Schwester des Opfers, auftaucht, erhält der Fall eine Wendung. Kommissar Jan Maybach unterschreibt währenddessen den Mietvertrag für seine neue Wohnung, da er aus der gemeinsamen WG mit Kollege Tom Kowalski auszieht. Gastdarsteller: Tobias Schenke als Jens Rieker, Sabrina Amali als Ranya Achchakir, Tamer Yigit als Aslan König, Oscar Hoppe als Mitch, Dennis Kamitz als Janek, Jakob Plutte als Bernie, Vera Kasimir als Frau Goslow |           |                             |                    |                    |                                             |           |            |
| 364 | 21        | Tief im Herzen              | 15. Feb. 2019      | Oren Schmuckler    | Manuel Meimberg                             | 5,06 Mio. | 392        |
| Kurz nach der Beisetzung der verstorbenen Rentnerin Gerda Moll wird Pfarrer Palm ermordet aufgefunden. Zunächst sprechen die Kommissare mit Maria Moll und ihrem Sohn Jonas, die beide in der Gemeinde aktiv sind und Pfarrer Palm sehr nahe standen. Allerdings ist Jonas Moll sehr aggressiv auf Pfarrer Palm zu sprechen, was ihn verdächtig macht. Für Ermittler Jan Maybach wird der Fall persönlich. Er macht sich Sorgen um seinen Vater, der nach einem Streit mit Jan Maybach einen Herzinfarkt erlitt und ins künstliche Koma versetzt wurde. Gastdarsteller: Hartmut Becker als Vater Maybach, Peggy Lukac als Mutter Maybach, Katja Studt als Maria Moll, Hans Klima als Manfred Moll, Rüdiger Kuhlbrodt als Pfarrer Palm, Jürg Plüss als Boris Moll, Peter Weiss als Kaplan David Seidel, Michelangelo Fortuzzi als Jonas Moll |           |                             |                    |                    |                                             |           |            |
| 365 | 22        | Verzockt                    | 22. Feb. 2019      | Oren Schmuckler    | Jeanet Pfitzer, Frank Koopmann, Roland Heep | 5,35 Mio. | 393        |
| Reinigungskraft Elina Jungklaus erwischt im Leipziger Tiefbauamt einen Einbrecher auf frischer Tat. Als die Ermittler kurze Zeit später eintreffen, ist die junge Frau jedoch tot. Peter Hassmann, der Schichtleiter des Opfers, versuchte, den Einbrecher aufzuhalten, was ihm allerdings nicht gelang. Eine erste Spur führt zu dem Ehemann des Opfers, Oliver Jungklaus, der den Arbeitsschlüssel seiner Frau kopierte und an Pedro Basker verkaufte, der damit Einbrüche verübte. In letzter Sekunde können die Kommissare verhindern, dass Oliver Jungklaus den vermeintlichen Mörder, Pedro Basker, erschlägt. Allerdings ist der Fall damit noch nicht geklärt. Gastdarsteller: Antonio Wannek als Oliver Jungklaus, David Zimmerschied als Peter Hassmann, Jaime Krsto Ferkic als Pedro Basker, Anja Thiemann als Isabelle Gruber, Hartmut Becker als Vater Maybach, Peggy Lukac als Mutter Maybach, Louit Lippstreu als Tobias Hassmann, Katja Göhler als Elina Jungklaus |           |                             |                    |                    |                                             |           |            |